# Cascade de Sardagna
La cascade de Sardagna est une cascade qui part de la ville de Sardagna et atteint la vallée près du district de San Nicolò di Ravina, puis se dirige vers Trente, dans le Trentin. La cascade est clairement visible de presque tous les points de Trente. 

## Description

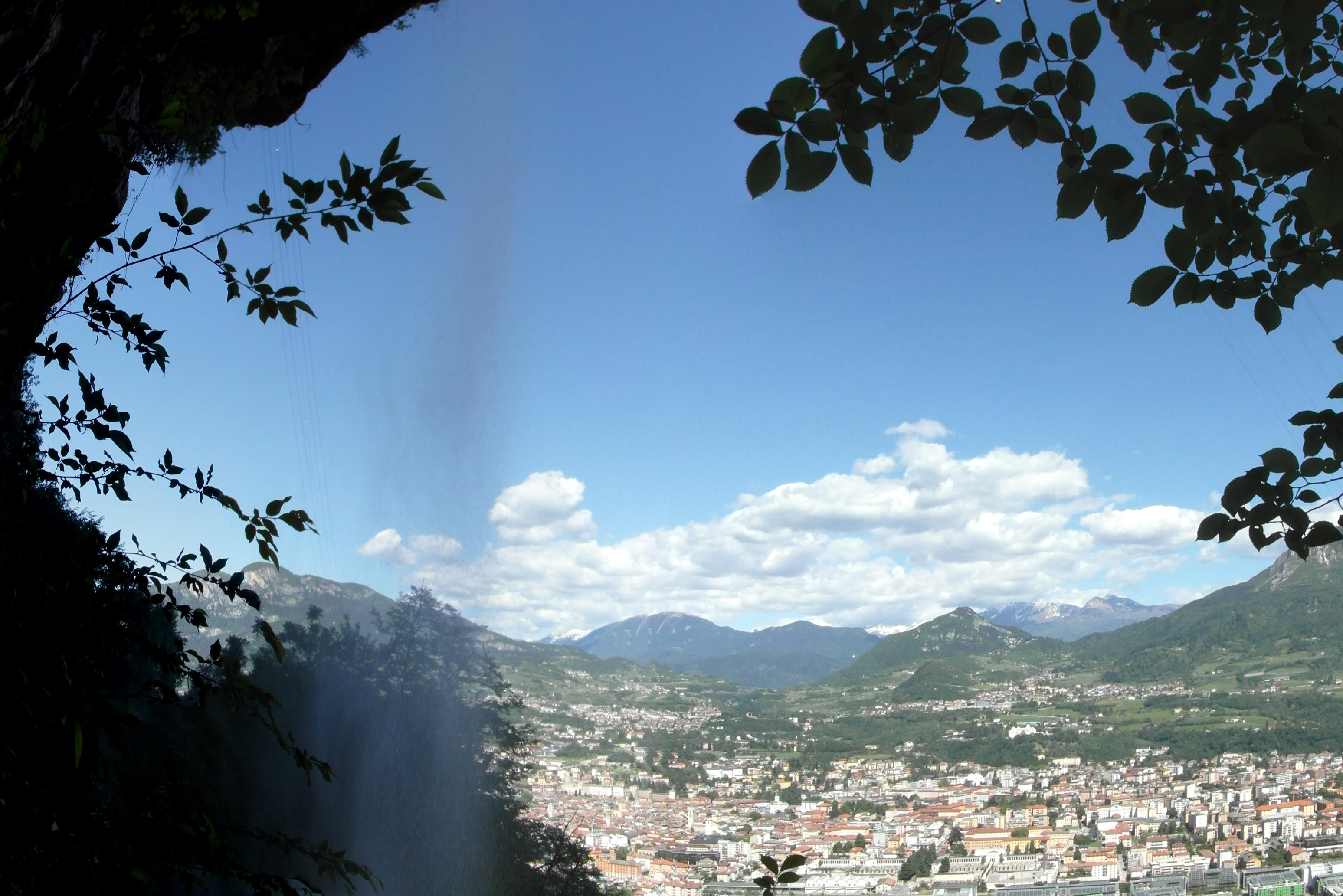
Vue de Trente de derrière la cascade.

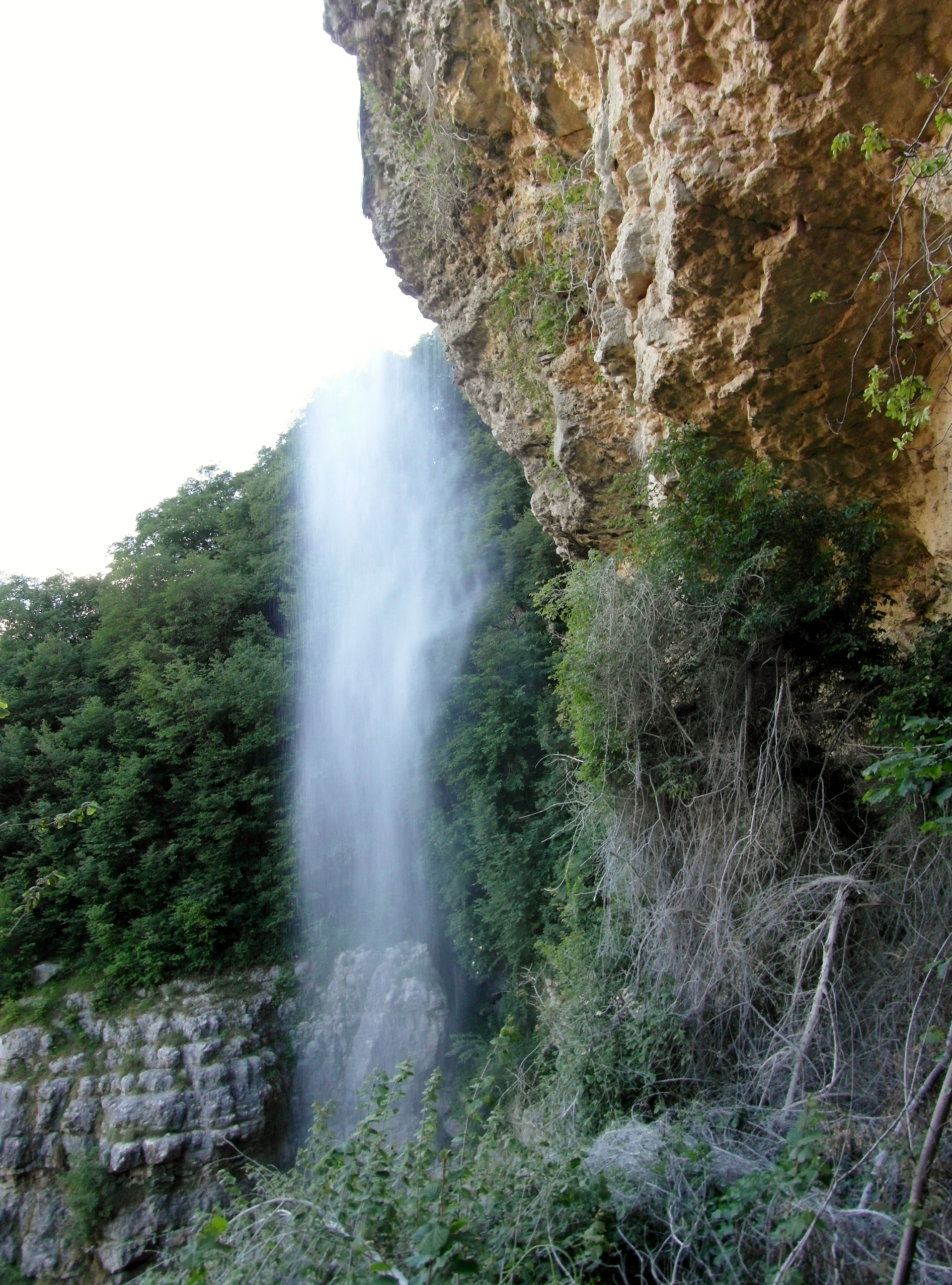
Vue de côté de la cascade.

La cascade commence près du cimetière de Sardagna, d'où elle effectue un saut de 174 mètres, pour atteindre la ville de San Nicolò. De là, le petit ruisseau continue sur trois cents mètres jusqu'à se jeter dans le fleuve Adige,. 
La cascade fait également partie de l'emblème de l'ancienne commune et de la noble famille Sardagna. 
En 1921, la chute atteignit la hauteur maximale du cône gelé, égale à 20 mètres, formée par le ruissellement de gouttes d' eau à une température proche de zéro degré centigrade. 

## Accès
I faut passer par la porte pour entrer dans le district de San Nicolò, à gauche de la ferme abandonnée de Sigismondo Thun (environ 240 m d'altitude). Une fois la porte franchie, il faut longer la rivière par sa gauche orographique en remontant le vignoble. Dans la partie la plus élevée du vignoble, près des ruches, le chemin commence. Il n'est pas bien entretenu et un peu sauvage, large et plat, mais devient bientôt étroit et hérissé. Après environ une heure de montée, pour une chute d'environ 100 mètres, un rebord mène directement derrière la cascade 

## Paroi rocheuse
À côté de la cascade, il y a une paroi rocheuse permettant d'atteindre Sardagna en grimpant ; cet itinéraire est connu sous le nom de Ne Veden et présente un degré de difficulté maximal égal à 8a pour un développement vertical égal à 145 mètres. Il est situé entre la cascade et le téléphérique de Sardagna. 

## Légende
Il y a une légende à propos de cette cascade qui raconte l'histoire d'un berger qui emmène le troupeau paître sur le mont Bondone mais qui tombe d'un mur sa femme qui le cherche le trouve mort et se met à pleurer, créant ainsi la cascade. 